# پروژه پروتئوم انسان
پروژه پروتئوم انسان
بعد از اتمام موفق پروژه ژنوم انسانی، سازمان پروتئوم انسان (به انگلیسی: Human Proteome Organization) تصمیم به اجرای جهانی پروژه پروتئوم انسانی گرفت.
هدف این پروژه در حقیقت شناسایی تمامی پروتئین‌های انسانی پس از ترجمه از روی توالی آنها است. با توجه به این که فقط ۳۰ درصد از ۲۳۰۰۰ پروتئین انسانی تاکنون شناسایی گردیده است، این پروژه نیازمند یک عزم جهانی برای انجام بود.
برای این کار تا کنون ۲۴ گروه تشکیل گردیده است که هر گروه وظیفه کار بر روی یک کروموزوم را دارد. ایران نیز یکی از اعضای این گروه است که مطالعه پروتئوم کروموزوم Y را بر عهده گرفته است.

## پروژه ها و گروه ها
گروه های کاری فعلی به ترتیب کروموزوم مورد مطالعه در زیر فهرست شده است:
| کروموزوم | رهبر گروه          | National affiliation               |
| -------- | ------------------ | ---------------------------------- |
| 1        | Ping Xu            | چین                                |
| 2        | Lydie Lane         | سوییس                              |
| 3        | Takeshi Kawamura   | ژاپن                               |
| 4        | Yu-Ju Chen         | تایوان                             |
| 5        | Peter Horvatovich  | هلند                               |
| 6        | Christoph Borchers | کانادا                             |
| 7        | Edward Nice        | Australia, New Zealand             |
| 8        | Pengyuan Yang      | چین                                |
| 9        | Je-Yoel Cho        | Seoul, Korea                       |
| 10       | Joshua Labaer      | ایالات متحده آمریکا                |
| 11       | Jong Shin Yoo      | کره                                |
| 12       | Ravi Sirdeshmukh   | India, Singapore, Taiwan, Thailand |
| 13       | Young Ki Paik      | کره                                |
| 14       | Charles Pineau     | فرانسه                             |
| 15       | Gilberto B Domont  | برزیل                              |
| 16       | Fernando Corrales  | اسپانیا                            |
| 17       | Gilbert S. Omenn   | ایالات متحده آمریکا                |
| 18       | Alex Archakov      | روسیه                              |
| 19       | György Marko-Varga | سوئد                               |
| 20       | Siqiu Liu          | چین                                |
| 21       | Albert Sickmann    | آلمان                              |
| 22       | Akhilesh Pandey    | ایالات متحده آمریکا                |
| X        | Yasushi Ishihama   | ژاپن                               |
| Y        | قاسم حسینی سالکده  | ایران                              |
| MT       | Andrea Urbani      | ایتالیا                            |